# Resultados do Carnaval de Vitória em 2023
Nesta página estão apontados os resultados do Carnaval de Vitória em 2023. Os desfiles no Sambão do Povo aconteceram nos dias 10, 11 e 12 de fevereiro. A Mocidade Unida da Glória foi a campeã do Grupo Especial, conquistando seu 8.º título na elite e quebrando o jejum de cinco anos sem vencer, com o enredo sobre a cidade de Colatina, no Noroeste capixaba. O desfile marcou a volta do carnavalesco Petterson Alves à agremiação, onde estava afastado desde 2014.
A Unidos de Jucutuquara foi vice-campeã com dois décimos de diferença para a MUG com um desfile sobre migrantes que escolheram o Espírito Santo para morar. A Pega no Samba venceu o Grupo A, conquistando vaga no Grupo Especial em 2024, enquanto a Independente de Eucalipto levou o título do Grupo B, que neste ano passou a desfilar no domingo.

## Grupo Especial

### Classificação
A Mocidade Unida da Glória conquistou seu oitavo título de campeã do carnaval capixaba, quebrando o jejum de três carnavais sem conquistas. O título anterior da escola foi conquistado em 2018. O enredo "A caminho das Terras do Sol Poente"  foi desenvolvido pelo carnavalesco Petterson Alves, que conquistou seu quarto título de campeão pela agremiação.
A Unidos do Jucutuquara ficou com o vice-campeonato pela primeira vez desde o carnaval de 2016 e levou para a avenida um enredo sobre a migração dos nordestinos para o Espírito Santo.  A Independente de Boa Vista se classificou em terceiro lugar com um enredo de Márcio Puluker e Robson Goulart sobre o humor.  A Chegou O Que Faltava conquistou o quarto lugar com um desfile sobre tesouros. A Unidos da Piedade foi a quinta colocada com um desfile sobre Bino Santo.
Penúltima colocada, a Novo Império realizou um desfile com temática Imperium. Recém promovida ao Grupo Especial, após vencer o Grupo A em 2020, a Andaraí foi rebaixada de volta à segunda divisão após se classificar em último lugar. A escola homenageou Carlos Magno.
| Legenda: Campeã Rebaixada ao Grupo A |

| Col. | Escola                    | Enredo                                                                             | Pontos |
| ---- | ------------------------- | ---------------------------------------------------------------------------------- | ------ |
| 1    | Mocidade Unida da Glória  | A Caminho das Terras do Sol Poente                                                 | 179,5  |
| 2    | Unidos de Jucutuquara     | Onde Ocê Foi Morar?                                                                | 179,3  |
| 3    | Independente de Boa Vista | Humor: tanto riso, oh, quanta alegria... No tom da canção, a Boa Vista contagia    | 179,2  |
| 4    | Chegou o Que Faltava      | O Tesouro Que Faltava                                                              | 178,9  |
| 5    | Unidos da Piedade         | Bino Santo e as lutas que ecoam no Morro                                           | 177,2  |
| 6    | Novo Império              | Imperium – Abram Alas para Vossas Majestades                                       | 176,7  |
| 7    | Andaraí                   | Carlos Magno e os doze pares de França: imperador do sertão, soberano da esperança | 176,1  |

## Grupo A

### Classificação
A Pega no Samba foi a campeã do Grupo A dos desfiles das escolas de samba do Espírito Santo.  A agremiação levou para a avenida um enredo sobre as culturas produzidas na periferia. Com a vitória, em 2024 a escola desfila com o Grupo Especial do carnaval capixaba.
Com um enredo que mostrava a arte que nasce nas favelas, a Chega Mais foi a rebaixada. 
| Legenda: Promovida ao Grupo Especial Rebaixada ao Grupo B |

| Col. | Escola                       | Enredo                                                                                                 | Pontos |
| ---- | ---------------------------- | --- | ------ |
| 1    | Pega no Samba                | Era Só Mais Um Cria                                                                                    | 178,4  |
| 2    | Independente de São Torquato | Madalena - Muito mais que um bem-querer                                                                | 177,4  |
| 3    | Mocidade da Praia            | Meu canto e seus encantos: o mar, batucadas e flores, a Mocidade e todos os amores...                  | 176,7  |
| 4    | Império de Fátima            | Não dá mais para segurar, explode coração!                                                             | 176,4  |
| 5    | Imperatriz do Forte          | Mas Será o Benedito?                                                                                   | 176,1  |
| 6    | Unidos de Barreiros          | Sou negro, sou raça, sou Brasil! Eis as histórias de nossos ancestrais, os filhos de afra!             | 175,5  |
| 7    | Chega Mais                   | O Morro do Quadro é a moldura e seus moradores, que são artistas do dia a dia, a tela desta obra prima | 174,3  |

## Grupo B

### Classificação
A Independente de Eucalipto foi a grande vencedora do Grupo B.  A escola da região de Maruípe se apresentou no domingo e teve como enredo "Do yorubá ao santuário negro", mostrando a escravidão no Brasil - e sua "falsa abolição" -, além de prestar uma homenagem ao Mucane. 
| Legenda: Promovida ao Grupo A |

| Col. | Escola                    | Enredo                                                   | Pontos | Desempate       |
| ---- | ------------------------- | -------------------------------------------------------- | ------ | --------------- |
| 1    | Independente de Eucalipto | Do Yoruba ao Santuário Negro                             | 178,2  | -               |
| 2    | Mocidade Serrana          | Sou anjo sim! Sou anjo negro!                            | 177,5  | -               |
| 3    | União Jovem de Itacibá    | Axé, Meu Recôncavo                                       | 176,8  | -               |
| 4    | Rosas de Ouro             | É festa! De Janeiro a Janeiro, viva o povo brasileiro    | 176,5  | Harmonia (19,7) |
| 5    | Tradição Serrana          | Dos Reis Magos aos Goiapaba-Açu: uma história com raízes | 176,5  | Harmonia (19,5) |